# Robert Ward
Robert Eugene Ward (13 de septiembre de 1917 - 3 de abril de 2013) fue un compositor estadounidense, mejor recordado por su ópera The Crucible (1961) después de la obra de 1953 del mismo nombre de Arthur Miller. Fue galardonado con el Premio Pulitzer de Música por esa ópera en 1962.

## Primeros trabajos y educación
Ward nació en Cleveland, Ohio, uno de los cinco hijos del propietario de una empresa de mudanzas y almacenamiento. Cantó en coros de iglesias y teatros de ópera locales cuando era niño. Sus primeras composiciones existentes datan de 1934, en un momento en que asistía a la escuela secundaria John Adams, de la que se graduó en 1935. Después de eso, Ward asistió a la Eastman School of Music en Rochester, Nueva York, donde sus profesores de composición fueron Bernard Rogers, Howard Hanson y Edward Royce. Ward recibió una beca y asistió a la Juilliard School of Music en Nueva York de 1939 a 1942, donde estudió composición con Frederick Jacobi, orquestación con Bernard Wagenaar y dirección con Albert Stoessel y Edgar Schenkman. En el verano de 1941 estudió con Aaron Copland en el Berkshire Music Center en Massachusetts.
Ward produjo unas cuarenta composiciones entre sus días de estudiante y el final de la Segunda Guerra Mundial, once de las cuales retiró posteriormente. La mayoría de esas primeras composiciones son canciones compactas, solos de piano u obras para conjuntos de cámara. En 1941 terminó su primera sinfonía, que al año siguiente recibió el premio Juilliard Publication Award. Por aquel entonces, Ward era miembro del profesorado del Queens College y colaboraba con reseñas y otros artículos en la revista Modern Music.
En febrero de 1942, Ward se unió al Ejército de los EE. UU. y asistió a la Escuela de Música del Ejército en Fort Myer, y se le asignó la especialidad ocupacional militar de director de banda. En Fort Riley, Kansas, escribió la mayor parte de la partitura de una revista musical llamada The Life of Riley. Ward fue asignado al 7° de Infantería y enviado al Pacífico. Para la 7.ª Banda de Infantería escribió una Marcha, y para su banda de baile escribió al menos dos composiciones de jazz.

## Trabajos mayores
Ward ganó una Estrella de Bronce por su servicio meritorio en las Islas Aleutianas. Durante su servicio militar, Ward logró componer dos composiciones orquestales serias, Adagio y Allegro, interpretadas por primera vez en Nueva York en 1944, y Jubilation: An Overture, que fue escrita principalmente en Okinawa, Japón, en 1945, y fue estrenada en el Carnegie Hall por la Asociación Nacional de Orquestas la primavera siguiente.

## Trabajos seleccionados
La música de Ward es publicada en gran parte por Highgate Press, EC Schirmer, Associated Music Publishers, Peer International, Merrymount Music Press, CF Peters y Vireo Press.

### Ópera
- El que recibe bofetadas, título original: Pantaloon, ópera en 3 actos (1956); libreto de Bernard Stambler basado en la obra de Leonid Andreyev
- El crisol, ópera en 4 actos (1961); libreto de Bernard Stambler basado en la obra de Arthur Miller ; ganador del premio Pulitzer de música de 1962
- La dama de Colorado (1964); revisado en 1993 como Lady Kate ; libreto de Bernard Stambler basado en la novela de Homer Croy
- Claudia Legare, ópera en 4 actos (1977); libreto de Bernard Stambler basado en la obra Hedda Gabler de Henrik Ibsen
- Abelardo y Eloísa, drama musical en 3 actos (1981); libreto de Jan Hartman
- Minutes Till Midnight, ópera en 3 actos (1982); libreto de Daniel Lang
- Lady Kate, ópera en 2 actos (1964, 1993); 2.ª versión de La Dama de Colorado ; libreto de Bernard Stambler basado en la novela de Homer Croy
- Roman Fever, ópera en 1 acto (1993); libreto de Roger Brunyate basado en la historia de Edith Wharton
- A Friend of Napoleon, opereta en 2 actos (2005); libreto de James [Doc] Stuart, basado en el cuento de Richard Connell

### Coral
- Hush'd Be the Camps Today (4 de mayo de 1865) para coro mixto y orquesta (o piano) (1940); palabras de Walt Whitman
- With rue my heart is laden para coro mixto a cappella (1949); palabras de AE Housman
- Concord Hymn para coro mixto a cappella (1949); palabras de Ralph Waldo Emerson
- When Christ Rode Into Jerusalem para coro mixto, soprano solo y órgano (1956); texto parafraseado del Nuevo Testamento.
- That Wondrous Night of Christmas Eve para coro mixto a cappella (1957)
- Earth Shall Be Fair, cantata para coro mixto (o doble coro), coro infantil (o soprano solo) y orquesta (u órgano) (1960); texto bíblico.